# Suve Jaan
Suve Jaan (írói álnév, eredeti neve: Johann Friedrich Sommer) (Reval, ma Tallinn, Észtország, 1777. december 23. – Pärnu, 1851. január 18.) észt író.

## Élete
Német és orosz nyelvű iskolákba járt. Tanulmányai végeztével a Szaratov nevű orosz hadihajón szolgált. Leszerelése után Saksiban gazdálkodást tanult. 1808 és 1837 közt orosz nyelvtanárként dolgozott Rakverében, Viljandiban és Pärnuban. Csak nyugdíjba vonulása után kezdett az irodalommal foglalkozni. Először 1839-ben és 1840-ben küldött észt nyelvű novellákat és verseket az Észt Irodalmi Társaságnak (Õpetatud Eesti Selts). Jól ismerte az orosz irodalmat és témáit, ez két történelmi tárgyú munkáján is látszik: Suwwe Jaani mällestamissed surest Wenne ja Prantsuse sõast (1841) című műve az Oroszországi hadjárat Napoleon elleni harcát dolgozta fel. Luige Laus. Suwwe Jaani sõbradele című. 1852-ben posztumusz megjelent regénye egy 1790 májusában a Tallinni-öbölben lezajlott orosz-svéd tengeri ütközetről szól. Főhőse Luige Laust svéd katona az észt irodalom első igazi hőse, aki a regényben természetesen hűséges Oroszországhoz és a cárhoz. Megjelent a Lillekessed című versgyűjteményben is, amely reprezentatív keresztmetszetet nyújtott a kor észt nyelvű verseiből és dalaiból. 

## Fordítás
- Ez a szócikk részben vagy egészben  a   Suve Jaan című német Wikipédia-szócikk ezen változatának fordításán alapul.  Az eredeti cikk szerkesztőit annak laptörténete sorolja fel. Ez a jelzés csupán a megfogalmazás eredetét és a szerzői jogokat jelzi, nem szolgál a cikkben szereplő információk forrásmegjelöléseként.